# Gardenia scabrella
Gardenia scabrella är en måreväxtart som beskrevs av Christopher Francis Puttock. Gardenia scabrella ingår i släktet Gardenia och familjen måreväxter. Inga underarter finns listade i Catalogue of Life.